# Procronismo

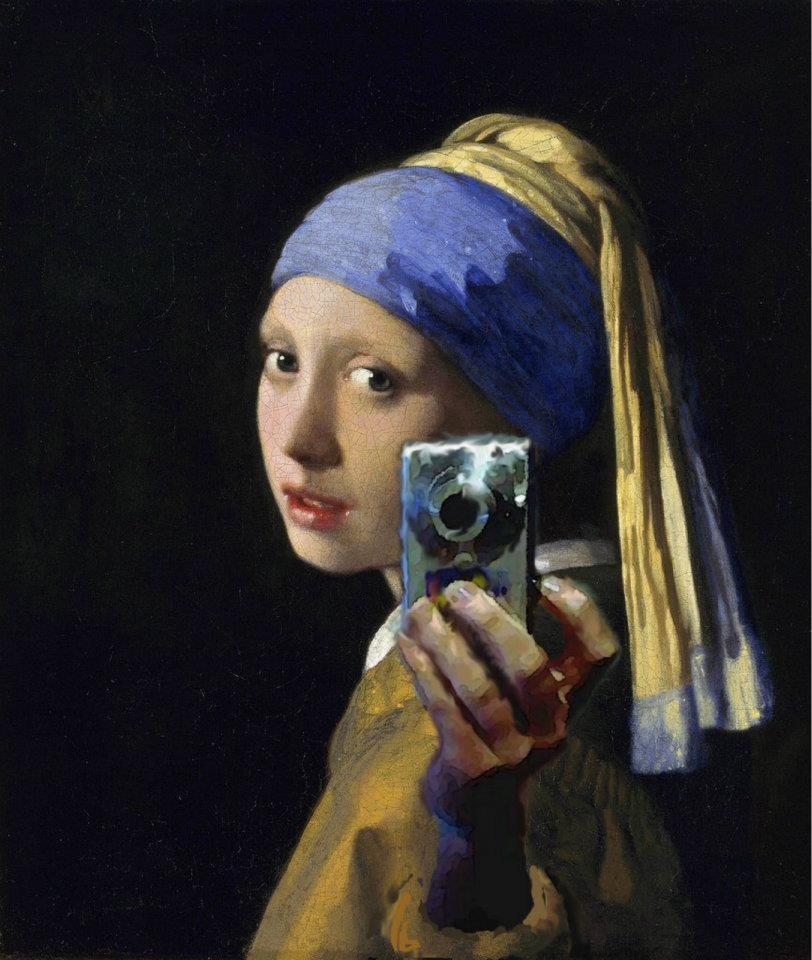
Releitura feita por Mitchell Grafton de Moça com o Brinco de Pérola (1665), de Johannes Vermeer, realiza um procronismo ao adicionar o elemento da câmera fotográfica.

Procronismo é uma categoria de erro cronológico ou anacronismo. Um procronismo ocorre quando um evento histórico é observado ou exposto a partir de uma perspectiva anterior a sua; quando há a utilização de conceitos atuais para analisar problemas históricos e sociedades passadas; quando se compromete a interpretação de um texto de época anterior ao atribuir a um termo significado diferente do moderno ou quando há o uso ou a referência a objetos e ideias ainda não inventados ou estranhos ao tempo presente ou passado. Trata-se, portanto, de um anacronismo "de ontem para hoje", sendo seu oposto um metacronismo.